# 수자 (러시아)

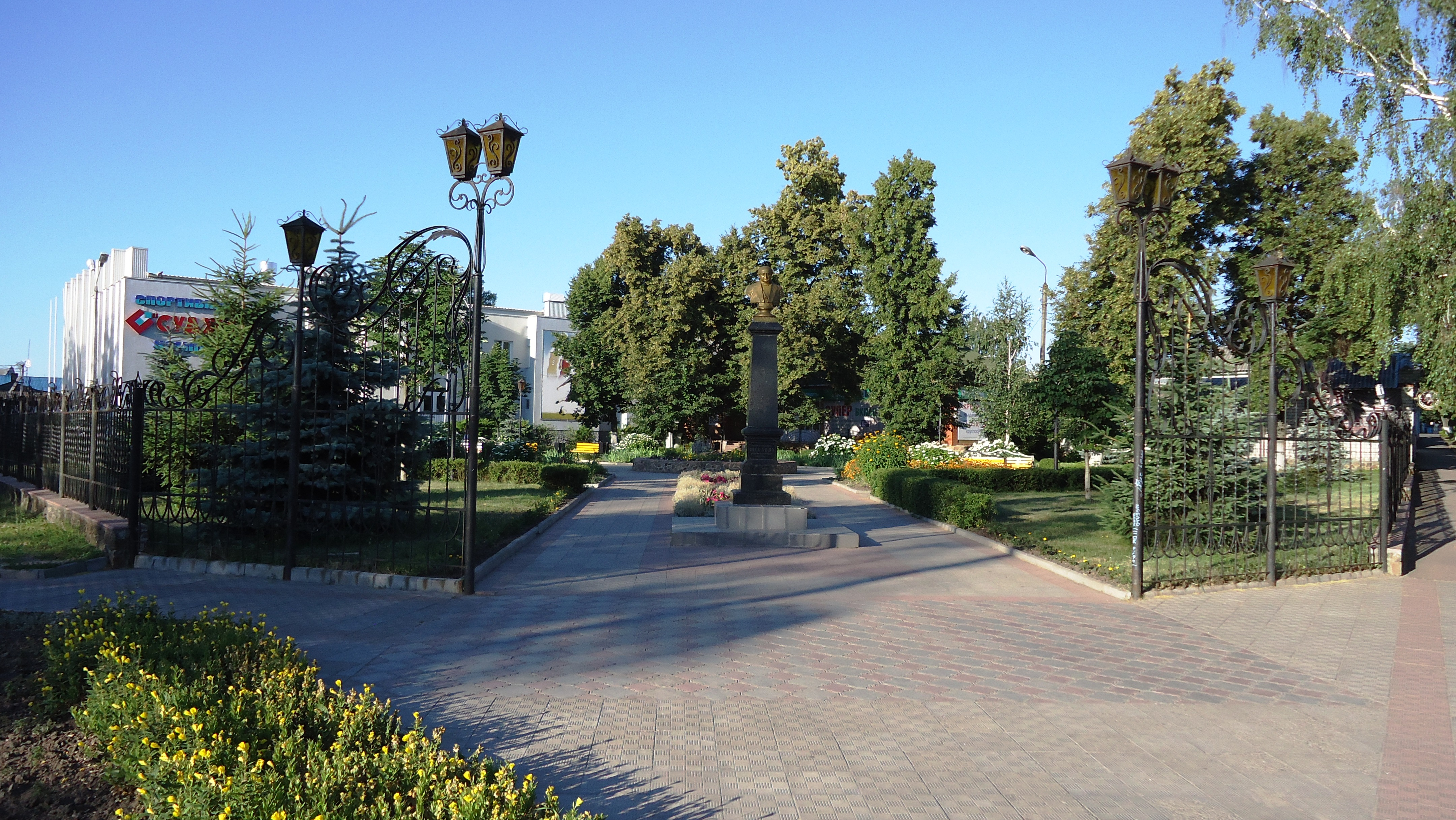
수자의 공공공원

수자(러시아어: Су́джа)는 러시아 쿠르스크주 수잔스키구의 도시이자 행정 중심지로, 주의 행정 중심지인 쿠르스크에서 남서쪽으로 105km 떨어진 수자강과 올료시냐 강에 위치해 있다. 인구는 5,127명이다. 시베리아 횡단 파이프라인이 브라더후드 파이프라인과 만나는 곳은 천연가스 교환 공급선이다. 이 마을은 2024년 8월 쿠르스크주 침공 이후 현재 우크라이나군이 점령하고 있다.

## 인구
| 인구 변화 | 인구 변화 | 인구 변화 | 인구 변화 | 인구 변화 | 인구 변화 |
| --------- | --------- | --------- | --------- | --------- | --------- |
| 연도      | 1897      | 1989      | 2002      | 2010      | 2021      |
| 인구      | 7,433     | 7,487     | 7,045     | 6,036     | 5,127     |
| ±% p.a.   | —         | +0.01%    | −0.47%    | −1.91%    | −1.47%    |